# David Vanole
David Vanole (né le 6 février 1963 à Redondo Beach (Californie) et mort le 15 janvier 2007 à Salt Lake City (Utah), est un joueur américain de football.
Gardien de but, il fut le grand artisan de la qualification pour la Coupe du monde de football de 1990 en Italie, alors qu'il n'était que la doublure du gardien titulaire Tony Meola. 
Il est décédé brutalement le 15 janvier 2007 alors qu'il était en vacances de ski avec sa famille à Salt Lake City.

## Palmarès
- 14 sélections en Équipe des États-Unis entre 1986 et 1989.